# Clase Indiana
La clase Indiana fue una serie de tres acorazados construidos en los Estados Unidos a finales del siglo XIX, que prestaron servicio en la Armada de los Estados Unidos hasta finales de la década de 1910. Se construyeron 3 navíos de esta clase y fueron los primeros buques con diseño y construcción estadounidense que podían equipararse a los acorazados europeos contemporáneos, como el británico HMS Hood. Se autorizó su construcción en 1890 y sus quillas fueron puestas en grada entre 1895 y 1896. Eran relativamente pequeños, estaban fuertemente blindados y fueron los primeros equipados con artillería secundaria. Su uso específico era el de defensa costera y sus características de diseño, con un bajo francobordo, ausencia de contrapesos en las torres principales y colocación del cinturón blindado en una posición muy baja; que los hacía totalmente inadecuados para la lucha en alta mar.
Los barcos de esta serie recibieron los nombres: Indiana, Massachusetts, y Oregon y los numerales BB-1 a BB-3. Todos ellos participaron en la Guerra hispano-estadounidense de 1898, incluso el Oregon, que teniendo su base en la costa oeste de los Estados Unidos, tuvo que navegar 26 000 km alrededor de América del Sur para llegar al teatro de operaciones en el mar Caribe. Tras la guerra el Oregon regresaría a la costa Oeste y participó en la Rebelión de los Bóxer, en China, entre 1899 y 1901, mientras sus gemelos permanecieron en el océano Atlántico. Después de 1903, los acorazados (ya obsoletos) fueron dados de baja y reactivados varias veces, la última durante la Primera Guerra Mundial, en la que el Indiana y el Massachusetts sirvieron como barcos escuela y, el Oregon, como escolta de transporte para la Intervención siberiana.
En 1919, se dieron de baja las tres unidades definitivamente. El Indiana sirvió como blanco para pruebas de explosivos y fue posteriormente desguazado. El Massachusetts fue hundido frente a la costa de Pensacola en 1920 y hoy en día es una reserva arqueológica submarina. El destino del Oregon era el de ser preservado como museo, pero durante la Segunda guerra mundial se desguazó parcialmente y su casco fue utilizado como almacén de municiones durante la Batalla de Guam. Finalmente fue vendido como chatarra en 1956.

## Los orígenes
El desarrollo de la clase Indiana fue muy polémico durante el tramité de aprobación del proyecto por el Congreso de Estados Unidos. La armada proponía un ambicioso plan de construcción de 15 años de duración tan solo tres años después de la autorización del Maine y del Texas. Los acorazados de ese plan incluirían diez buques de primera clase, capaces de alcanzar los 17 nudos y con una autonomía de 10 000 km. Estos barcos serían el germen de una auténtica flota oceánica, capaz de atacar los puertos enemigos y disuadir a cualquier flota de hacer lo propio en el territorio estadounidense. Según el plan, otros 25 buques de menor envergadura les prestaría apoyo y protegerían las costas del atlántica y pacífica de los Estados Unidos. Necesitarían tener un alcance de 5000 km y sus dimensiones les permitirían atracar en cualquier puerto de la costa sur estadounidense.
También se preveía la construcción de otros 167 buques menores (cruceros, destructores, lanchas torpederas, etc), lo que en total suponía un presupuesto de más de 280 millones de dólares, aproximadamente el mismo presupuesto para toda la Armada de los Estados Unidos durante los 15 años previos.
El Congreso se opuso al plan, viendo en él el fin de la política aislacionista de los Estados Unidos y el inicio de una política imperialista. Aun así, en abril de 1890, la Cámara de Representantes de los Estados Unidos aprobó financiar tres acorazados de 9000 toneladas. El Secretario de la Armada de los Estados Unidos, intentando aplacar las tensiones en el congreso, remarcó que estos barcos eran tan potentes que solo serían necesarios 12, en vez de los 35 solicitados en el plan y finalmente el Senado autorizó la construcción de tres acorazados para defensa costera, la claseIndiana.

## Diseño

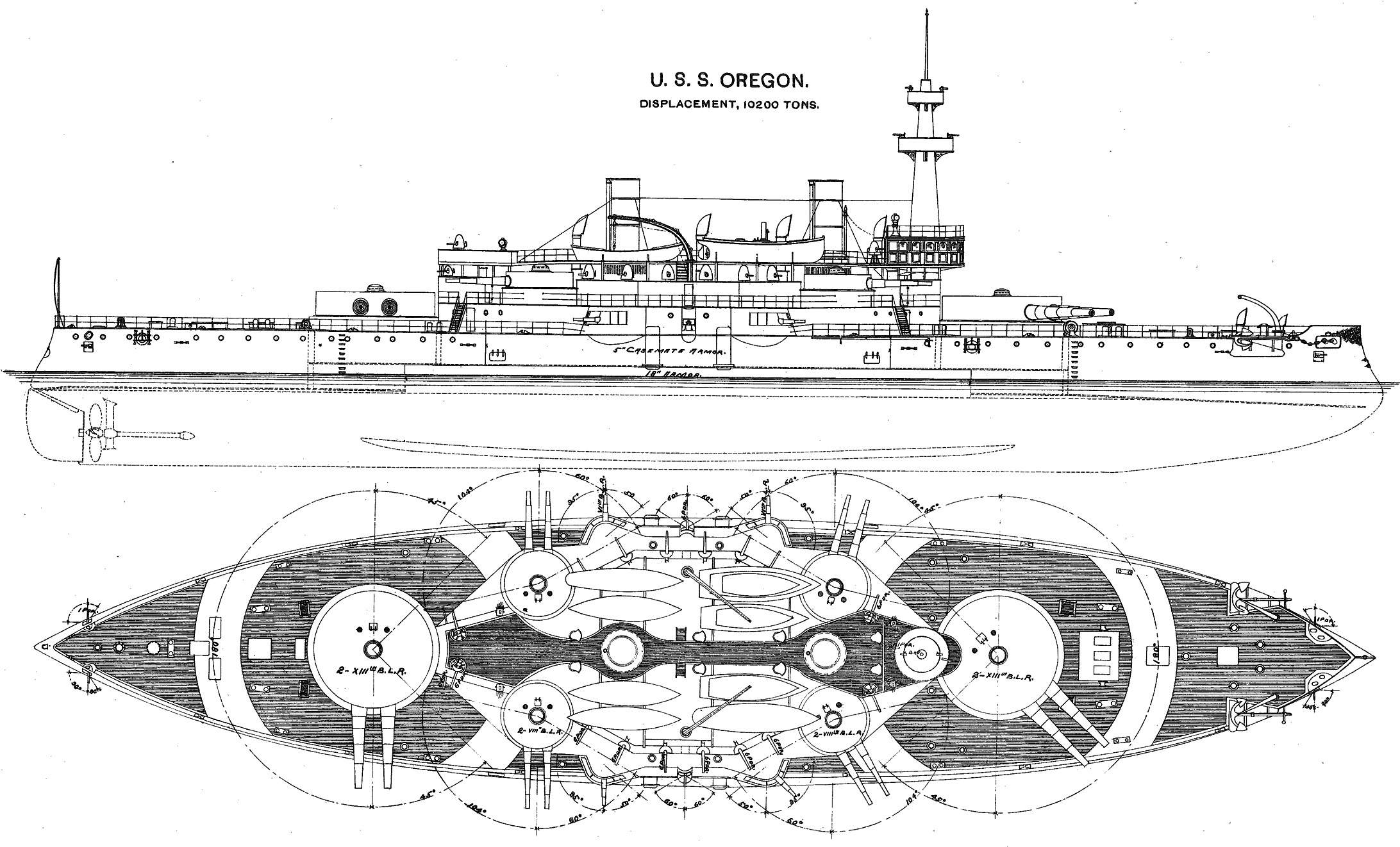
Perfil y planta del Oregón.

### Características generales
Los Indiana estuvieron diseñados específicamente para acciones defensivas. Esto se reflejó en su modesta autonomía y desplazamiento y en su bajo francobordo, que limitaba seriamente su capacidad de navegar en alta mar.[12] Pese a ello estaban fuertemente armados y blindados y de hecho se asemejaban al HMS Hood, pero con 18 m de eslora menos y con una artillería secundaria de 203 mm, sin igual en ningún barco de la época, lo que les proporcionaba una gran potencia de fuego.[8]
El diseño original de la clase Indiana incluía aletas estabilizadoras en la quilla, pero se omitió su instalación porque les impediría entrar en ningún dique seco de la época. Esta supresión significó una reducción de su estabilidad y causaría a la postre serios problemas al Indiana cuando 6 años después de su botadura, sus torres principales rompieron las sujeciones por el continuo balanceo del buque. Esto convenció a la armada de que las aletas estabilzadoras eran imprescindibles y fueron instaladas posteriormente en los tres barcos.

### Armamento

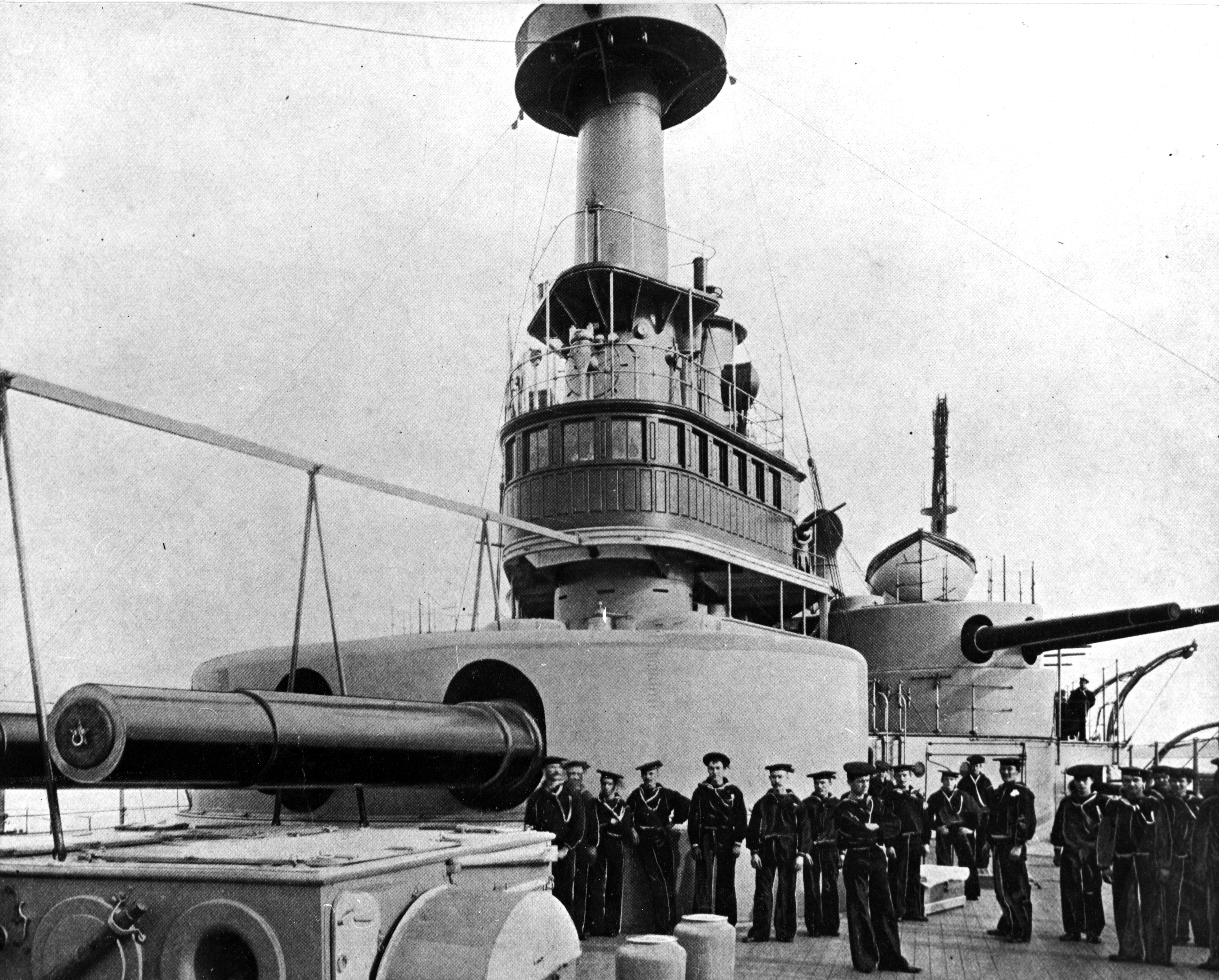
El castillo de proa del Indiana, mostrando su torre de 330 mm y una de las torres de 152 mm

Los navíos de la clase  Indiana tuvieron un armamento formidable para su época: 4 cañones de 330 mm, 8 de 203 mm y 6 más de 152 mm. Además llevaban veinte cañones Hotchkiss QF de 6 libras, y seis cañones Maxim de 1 libra, así como seis tubos lanzatorpedo.
Los cañones de 330 mm tenían un alcance de 11.000 m, con 15 grados de elevación. Su proyectil podía perforar 300 mm de blindaje a 5500 metros. Los cuatro cañones se montaron en 2 torres localizadas a proa y a popa del buque.[19] El reducido francobordo del buque impedía el uso de las baterías con mal tiempo y la ausencia de contrapesos provocaba que el barco se escorase en la dirección a la que apuntaban los cañones. Esto reducía el ángulo máximo de elevación máximo a solo 5º, reduciendo asimismo el alcance de los disparos. En 1901 se las equiparía con contrapesos para solucionar parcialmente el problema y también se reeemplazaría el sistema hidráulico de las torres por otro eléctrico, pero nunca llegaron a funcionar de una manera totalmente satisfactoria.
Los cañones de 152 mm estaban montados en torres situadas en el centro del buque, al nivel de la cubierta principal, con un Hotchkiss QF de 6 libras entre ellas. El otro Hotchkiss estaba en la cubierta del puente. Cuatro cañones QF de 1 libra estaban situados en el casco, a proa y a popa. En 1908 se desontó casi toda la artillería de pequeño calibre para compensar el peso añadido al buque por los contrapesos de las torres principales. En 1909 se equiparon 12 cañones de 76 mm en torno a la superestructura.
Los tubos lanzatorpedos estaban situados justo sobre la línea de flotación, en una posición muy vulnerable al fuego enemigo, y se desmontaron en 1908.

### Blindaje
Su protección principal era un cinturón de 460 mm, colocado a lo largo de dos tercios de la longitud del casco, a 0,9 m por encima y 0,3 m por debajo de la línea de flotación. Bajo el cinturón el barco no tenía blindaje, solo un doble fondo. Los compartimentos de las secciones de la línea de flotación que no estaban blindadas se rellenaron con celulosa comprimida que se suponía taponaría cualquier vía de agua que fuese abierta en esas zonas. El blindaje de la cubierta era de 70 mm en la ciudadela blindada y de 76 mm en el exterior.

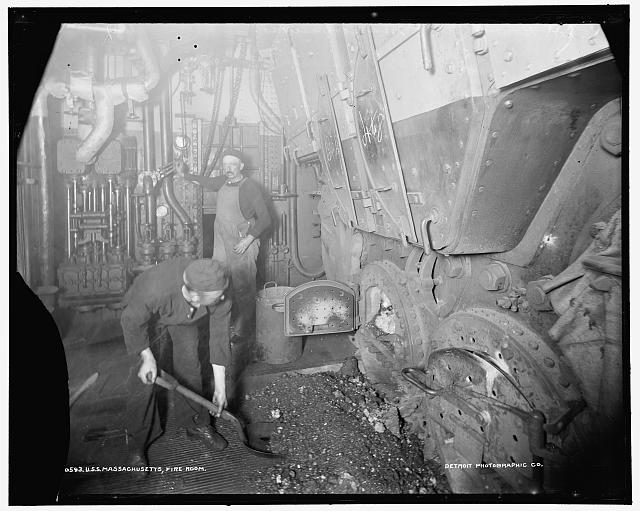
Sala de calderas del Massachusetts

La ubicación de su cinturón blindado era fiel a las especificaciones del diseño, que establecían para el buque un calado de 7,3 m, con una carga normal de 400 toneladas de carbón a bordo. Sin embargo la capacidad máxima de almacenamiento de carbón era de 1600 toneladas y a plena carga el barco tenía un calado de 8,2 m, que dejaba completamente sumergido el cinturón blindado. Durante el servicio y especialmente en situación de guerra, los barcos se mantenían plenamente cargados siempre que fuese posible, lo que convertía a su blindaje de casco en algo totalmente inútil. Para evitar esta absurda situación se convino en que los cálculos para el diseño de futuros navíos se harían contando con una carga de al menos dos tercios de su capacidad máxima de carbón y municiones.

### Propulsión
Cuatro calderas proporcionaban la potencia necesaria para mover su dos hélices, mientras que otras dos calderas movían toda la maquinaria auxiliar. Los motores proporcionaban 9000 CV de potencia, dando los barcos una velocidad de 15 nudos (28 km/h; 17 mph). Durante las pruebas de mar del Indiana, realizadas con limitadas cantidades de carbón, municiones y suministros en los pañoles; alcanzó una velocidad máxima de 15,6 nudos (28,9 km/h; 18,0 mph). El Massachusetts tenía unavelocidad máxima de 16,8 nudos (30,0 km/h; 18,6 mph) con 10 400 CV de potencia y el Oregon logró los 16,8 nudos (31,1 km/h; 19,3 mph), con 11 000 CV de potencia. En 1904 y 1907 se instalarían en el Indiana y en el Massachusetts ocho calderas Babcock & Wilcox que reemplazaron a las anticuadas calderas Scotch.